# Cowboy Tears
Cowboy Tears è il secondo album in studio del cantante statunitense Oliver Tree, pubblicato il 18 febbraio 2022. Il 23 dicembre 2022 viene pubblicata la versione Deluxe dell'album, con brani aggiuntvi, chiamata Cowboy Tears Drown the World in a Swimming Pool of Sorrow.

## Tracce
Testi e musiche di Oliver Tree.
1. Cowboys Don't Cry – 3:09
2. Swing & a Miss – 2:59
3. Get Well Soon – 2:24
4. Freaks & Geeks – 2:20
5. Doormat – 2:52
6. Suitcase Full of Cash – 2:30
7. Cigarettes – 2:32
8. Ballon Boy – 2:19
9. Things We Used To Do – 2:38
10. California – 2:53
11. Playing with Fire – 2:29
12. The Villain – 2:34
13. Cowboy Tears – 2:57

Durata totale: 34:36

### Tracce aggiunte nella versione DeluxeCowboy Tears Drown the World In a Swimming Pool of Sorrow
Testi e musiche di Oliver Tree.
1. I Hate You – 2:43
2. Placeholder – 2:40
3. Mind Control – 2:01
4. Wasteland – 3:13
5. Battleship – 3:13
6. Sunshine – 2:16
7. Replacement – 3:50
8. Oxymoron – 2:45
9. Crash Test Dummy – 3:06
10. The Exploding Man – 2:19
11. A-Okay – 3:13

Durata totale della versione Deluxe: 65:38